# Valentí Fàbrega
Valentín Fàbrega i Escatllar (Barcellona, 1931 – Colonia, 11 marzo 2024) è stato un filologo classico, latinista e teologo spagnolo naturalizzato tedesco.

## Biografia
Nel suo percorso di gesuita ricevette una normale formazione  in Discipline umanistiche, filosofia e teologia, seguendo anche studi biblici alla Facoltà di Teologia Protestante dell'Università di Heidelberg e conseguendo il dottorato nell'Università Cattolica di Innsbruck (1969).
Dopo un breve periodo di docenza presso la Facoltà di Teologia dei gesuiti a Sant Cugat del Vallès e nella Università Pontificia de Comillas  di Madrid, lasciò la Compagnia di Gesù e si trasferì a Colonia  in Germania nel 1971.
Ricevette una borsa di studio della Fondazione Alexander von Humboldt per una ricerca di due anni e terminò gli studi di filologia classica (latino). Nel 1971 si sposò con la teologa Inga Weyer, insegnante di liceo e membro del sinodo della Chiesa Evangelica Renana. Ricevette la cittadinanza tedesca nel 1975; per oltre vent'anni lavorò come insegnante di liceo  di latino e religione cattolica. In seguito fu docente di Filologia romanza dell'Università di Colonia nella  Facoltà di Lingua e Letteratura Spagnola.
Valenti Fàbrega andò in pensione nel 1996 ma proseguì le sue ricerche, soprattutto in Teologia, Ecclesiologia e Escatologia.

## Opere

### Teologia

#### Articoli e conferenze
- "Eschatologische Vernichtung bei Paulus", Jahrbuch für Antike und Christentum, 15 (1972), 37-65. (DE)
- "Die chiliastische Lehre des Laktanz", Jahrbuch für Antike und Christentum, 17 (1974), 126-146. (DE)
- "War Junia(s), der hervorragende Apostel (Rom 16,7), eine Frau?", Jahrbuch für Antike und Christentum, 27/28 (1984/1985), 47-64. (DE)
- "La perícopa de Cesarea de Filipo (Mc 8,27-33 y Mt 16,13-23) en la exégesis protestante alemana de las últimas décadas", Actualidad Bibliográfica, 56 (1991), 149-153. (ES)
- "El Eclesiastés o el Libro de Qohélet objeto de intensa investigación actual", Actualidad Bibliográfica, 74 (2000), 174-184. (ES)
- "La escatología de Qumrán", Actualidad Bibliográfica, 75 (2001), 5-17. (ES)
- "El mite de Babel o la maledicció del plurilingüisme", Revista de Catalunya, 168 (2001), 36-46.
- "El Libro de Job: planteamientos y discrepancias", Actualidad Bibliográfica, 77 (2002), 5-15. (ES)
- "La escatología de los apocalipsis canónicos (Is 24-27 y Dan)", Actualidad Bibliográfica, 80 (2003), 153-170. (ES)
- "La escatología del apocalipsis de Juan", Actualidad Bibliográfica, 81 (2004), 5-23. (ES)
- "El Seol y la muerte en el Antiguo Testamento: dos investigaciones recientes", Actualidad Bibliográfica, 88 (2007), 205-209. (ES)
- "Verdad controvertida: memorias de Hans Küng", Actualidad Bibliográfica, 89 (2008), 28-32. (ES)
- "Lactantius", Reallexikon für Antike und Christentum, XXII (2008), 795-825. (DE)
- "El ministerio eclesial en la sucesión apostólica", Actualidad Bibliográfica, 92 (2009), 175-178. (ES)
- "Una aportación a la actualidad ecuménica alemana", Actualidad Bibliográfica, 94 (2010), 152-155. (ES)
- "La Conferència Episcopal Catalana: un somni irrealitzable", Revista de Catalunya, 279 (2012), 9-20
- "Cuestiones abiertas de escatología neotestamentaria", Actualidad Bibliográfica, 97 (2012), 5-18. (ES)
- "La discrepancia actual de los objetivos ecuménicos", Actualidad Bibliográfica, 98 (2012), 188-194. (ES)
- "Laktanz und die Apokalypse", dins: Jörg Frey, James A. Kelhoffer i Franz Tóth (Ed.), Die Johannesapokalypse, Kontexte – Konzepte – Rezeption, 709-754. (DE)
- "El Jesús histórico", Actualidad Bibliográfica, 99 (2013), 42-49. (ES)
- "La escatología del Nuevo Testamento", Actualidad Bibliográfica, 99 (2013), 61-76. (ES)
- "Procesos de canonización de textos religiosos", Actualidad Bibliográfica, 100 (2013), 175-178. (ES)
- "Polémica en la literatura del cristianismo primitivo", Actualidad Bibliográfica, 100 (2013), 205-216. (ES)
- "La crucifixión en la Antigüedad", Actualidad Bibliográfica, 101 (2014), 42-44. (ES)
- "Una historia monacal increíble", Actualidad Bibliográfica, 102 (2014), 198-201. (ES)
- "Teología y marco social-histórico de la fuente Q en la actual exégesis americana (USA y Canadá)", Actualidad Bibliográfica, 103 (2015), 41-48. (ES)
- "Los milagros de los evangelios", Actualidad Bibliográfica, 104 (2015), 167-174. (ES)

#### Libri
- La herejía vaticana, Siglo XXI, Madrid: 1996. (ES) [3]
- Boeci, Consolació de la filosofía, testo revisionato, introduzione, note e traduzione, Bernat Metge, Barcelona: 2002.
- La dona de sant Pere, Editoriale Fragmenta, Barcelona: 2007. ISBN 978-84-935695-7-0. (CA) [4]

### Letteratura catalana

#### Articoli
- "«Ja veig estar a Déu ple de rialles» (113, 171): Déu en la poesia d’Ausiàs Marc", in: De orbis Hispani linguis litteris historia moribus, Festschrift für Dietrich Briesemeister, Axel Schönberger / Klaus Zimmermann (ed.), 353-371. (CA)
- "Ausiàs March i les expectatives apocalíptiques de la Catalunya medieval: un comentari al cant 72", Els Marges 54, (1995), 98-103. (CA)
- "Oh tu, mal fat (10,9): la problemàtica del fat en la poesia d’Ausiàs March", Revista de L'Alguer, 7 (1996), 251-267. (CA)
- "L’eròtica ovidiana i l’humanisme català: el mite d’Hermafrodit en les «Transformacions» de Francesc Alegre", Revista de l’Alguer, 9 (1998), 257-271. (CA)
- "Quan l’amor esdevé «hàbit vell»: Lectura del poema 121 del cançoner ausiasmarquià", Revista de l’Alguer, 10 (1999), 181-197. (CA)
- "La Consolació de la Filosofia en la versió catalana de Pere Saplana i Antoni Ginebreda (1358/1362)", Zeitschrift für Katalanistik / Revista d’Estudis Catalans, 3 (1990), 33-49. (CA)
- "El Decameró català en la versió de 1429: la novel·la de Bernat d’Ast (I, 2)", Zeitschrift für Katalanistik / Revista d’Estudis Catalans, 5 (1992), 39-63. (CA)
- "Les Transformacions del poeta Ovidi segons la versió de Francesc Alegre: el mite de Pigmalió", Zeitschrift für Katalanistik / Revista d’Estudis Catalans, 6 (1993), 73-96. (CA)
- "El mite de Mirra en la versió de Roís de Corella", dins: Vestigia fabularum, La mitología antiga a les literatures Catalana i castellana entre l’Edat Mitjana i la Moderna, Roger Friedlein i Sebastian Neumeister (ed.), Curial / PAM, (2004), 179-189. (CA)
- "«Com castigar malícia de fembra» (Terç del Crestià, I, cap. 95): La narrativa de Francesc Eiximenis en el seu context doctrinal", Estudis de Llengua i Literatura catalanes, Miscel·lània Albert Hauf 2, LXIII (2011), 17-29. (CA)

#### Libri
- «Veles e vents»: El conflicte eròtic a la poesia d’Ausiàs March, Pagès Editors, Lleida: 1998. (CA)

### Letteratura spagnola
- "Die Rezeption der Antike in Góngoras «La fábula de Polifemo y Galatea»: Farbe, Licht und Schatten in seiner Darstellung der Tageszeiten", in: Dulce et decorum est philologiam colere, Festschrift für Dietrich Briesemeister, Sybille Große und Axel Schönberger, Domus Editoria Europea, Berlin (1999), 211-231. (DE)
- "Amor y religión en el drama de Don Álvaro o La fuerza del sino", in: Pasajes, Passages, Passagen, Homenaje a Christian Wentzlaff-Eggebert, Susanne Grundwald / Claudia Hammerschmidt / Valérie Heinen / Gunnar Nilsson (ed.), Università di Siviglia (2004), 19-214. (ES)